# Gus Van Sant
Gus Green Van Sant Jr. (Louisville, 24 luglio 1952) è un regista, sceneggiatore, montatore, pittore, fotografo e musicista statunitense.
Nato come artista visivo e cineasta indipendente, grazie al suo peculiare modo di raccontare i disagi dell'adolescenza ha saputo in seguito affermarsi anche ad Hollywood. È stato candidato due volte come miglior regista all'Oscar, la prima per Will Hunting - Genio ribelle nel 1998 e la seconda per Milk nel 2009. Ha vinto la Palma d'oro e il premio per la miglior regia al Festival di Cannes 2003 per Elephant e il Premio del 60º anniversario al Festival di Cannes 2007 per Paranoid Park.

## Biografia
Figlio di un commesso viaggiatore di remote origini olandesi (il cognome della famiglia paterna era, infatti, trascritto originariamente in Van Zandt), trascorre un'infanzia da girovago insieme al genitore. Ai tempi del college scopre la vocazione per la pittura, ma si avvicina anche al cinema, attratto dalle infinite possibilità offerte dalla pellicola. Accanto ai lavori su tela comincia anche a girare cortometraggi in Super 8.
Si forma definitivamente alla scuola d'arte d'avanguardia Rhode Island School of Design, dove matura un interesse verso le tecniche del cinema sperimentale che non abbandonerà mai definitivamente. Dopo il diploma, Van Sant realizza diversi cortometraggi in 16 mm, e successivamente si trasferisce a Hollywood, dove collabora ad un paio di film diretti da Ken Shapiro.
Durante la sua permanenza a Los Angeles frequenta il mondo marginale degli aspiranti divi e della tossicodipendenza, ma ha comunque modo di sviluppare un lavoro personale, testimoniato ad esempio da Alice in Hollywood (1981), un mediometraggio in 16 mm. È in questa fase che diventa un'icona dei registi indipendenti.

## Carriera

### Anni '80 e inizio '90

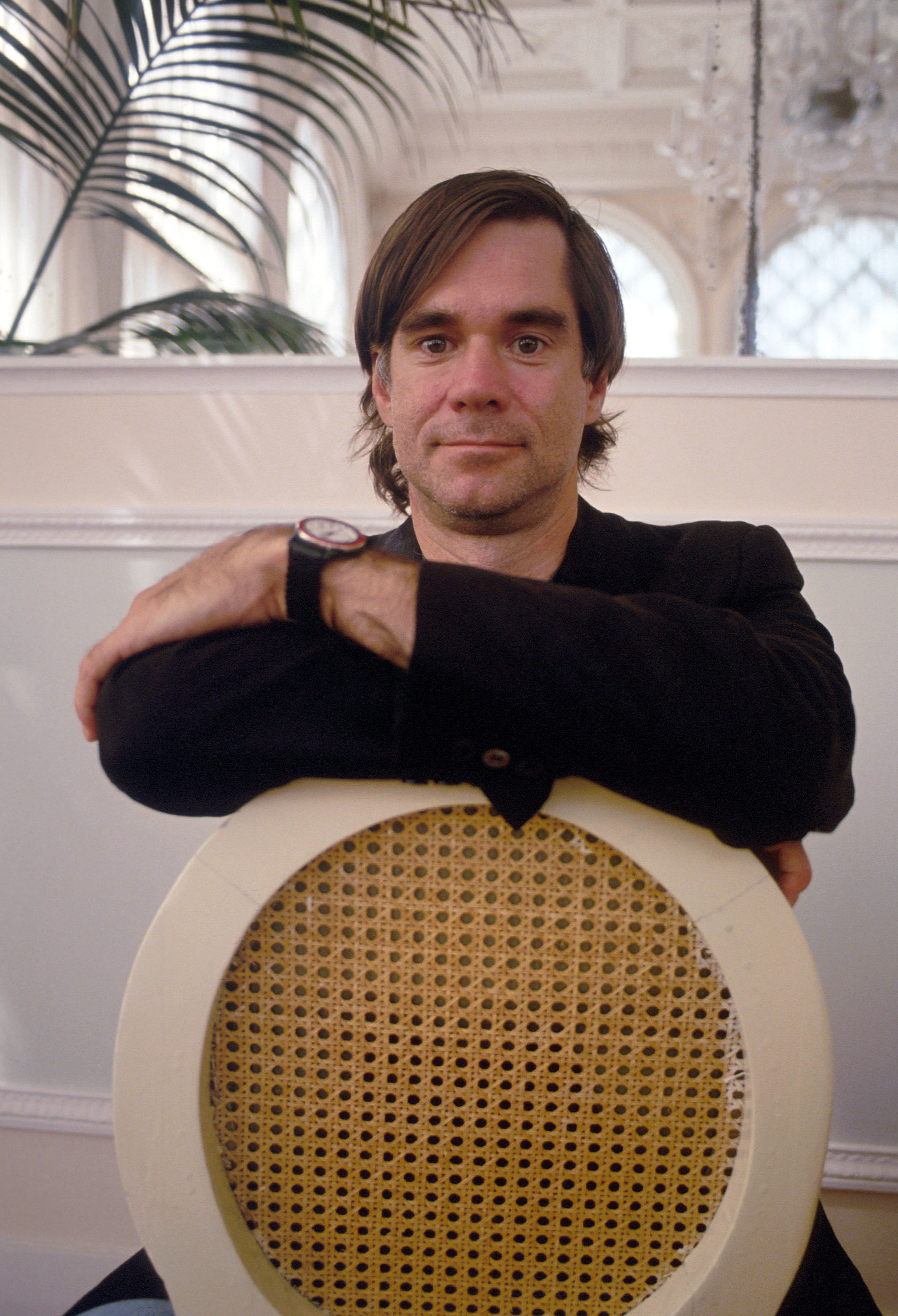
Gus Van Sant alla Mostra del cinema di Venezia del 1993.

Nel 1985 esordisce alla regia di un lungometraggio con Mala Noche, e nel 1989 dirige Drugstore Cowboy seguito da Belli e dannati (1991), considerato dai più il suo capolavoro, che vede protagonisti Keanu Reeves e River Phoenix. A quest'ultimo sarà dedicato il film successivo dopo la seconda fase di montaggio, Cowgirl - Il nuovo sesso (1993), tratto dal romanzo cult Il nuovo sesso: Cowgirl, di Tom Robbins, che si avvale di un ricco cast e la giovanissima Uma Thurman nel ruolo della protagonista. Il film fu un insuccesso e Van Sant lo rimontò e lo ripresentò l'anno successivo senza però ottenere il successo sperato.

### Periodo hollywoodiano
Con Da morire (1995), Van Sant chiude temporaneamente la fase indipendente e si trasferisce a Hollywood, dove girerà uno dei suoi film più noti, Will Hunting - Genio ribelle (1997), per il quale riceverà una candidatura all'Oscar come miglior regista. Il film fu un efficace esperimento nel quale vennero fuse le tipiche tecniche indie -cura dei particolari, uso aggiuntivo della steadycam, spiccato interesse per l'apparato figurativo/fotografico/scenografico- e le convenzionali regole del Cinema mainstream. Ebbe dunque un buonissimo successo, fruttando l'Oscar come attore non protagonista a Robin Williams, e l'Oscar per la sceneggiatura a Matt Damon e Ben Affleck.
Nel 1999 vince il Razzie Award al peggior regista dell'anno per il remake shot by shot Psycho, seppure ammirato da alcuni critici per la sua originalità: si tratta infatti del rifacimento dell'originale capolavoro di Hitchcock fotogramma per fotogramma, con l'unica aggiunta di una sequenza durante la cruciale scena della doccia, che vede protagonista Anne Heche. Tra gli altri interpreti Julianne Moore e Vince Vaughn. L'opera resta una delle meno amate nella filmografia di Van Sant, sebbene sia tuttora considerata come un notevole esperimento pop e sia stata in parte rivalutata dalla critica.
Continua la sua carriera con Scoprendo Forrester, con Sean Connery, nel quale pare riciclare le idee di Will Hunting - Genio ribelle.

### La Trilogia della morte e gli anni recenti
Ritorna al suo amato cinema indipendente nella prima metà del 2000. Dirige Gerry (Gerry) (2002), con Matt Damon e Casey Affleck, Elephant (Elephant) (2003), considerato dai critici il suo capolavoro, interamente recitato da attori non professionisti, Last Days (Last Days) (2005), con Michael Pitt e Asia Argento, sugli ultimi giorni di una rockstar ispirata a Kurt Cobain. Il trittico di opere, noto come "trilogia della morte", si rivela personalissimo: la cifra stilistica sperimentale ammaliante e languidamente tenebrosa di Van Sant è definitivamente consolidata.
Con Paranoid Park, uscito nel 2007, il regista esplora il mondo degli skaters e della violenza giovanile nella società americana. Il film descrive il percorso interiore, il flusso di coscienza di un sedicenne in preda ai sensi di colpa per l'omicidio involontario di un inserviente ferroviario. Con questo lavoro Van Sant ottiene un ottimo successo di critica ma un altrettanto insuccesso di pubblico.
Nel 2008 gira un cortometraggio inserito nel film collettivo 8 del 2008 prodotto in Francia. Si intitola Mansion on the Hill, obiettivo 4: ridurre la mortalità infantile (Stati Uniti d'America).
Nel gennaio del 2009 viene candidato all'Oscar come miglior regista per Milk, film biografico sulla vita di Harvey Milk, primo consigliere comunale apertamente gay assassinato nel 1978. Il film ottiene otto candidature all'Oscar e vince due statuette per il miglior attore protagonista e per la miglior sceneggiatura originale.
Nel 2011 dirige l'episodio pilota della serie TV Boss, partecipando al progetto anche come produttore esecutivo. Sempre nel 2011 torna al cinema con L'amore che resta (Restless), struggente storia d'amore interpretata da Mia Wasikowska e dall'esordiente Henry Hopper. Girato a Portland (Oregon) e prodotto da Bryce Dallas Howard, Ron Howard e Brian Grazer, L'amore che resta (Restless) è stato scritto da Jason Lew. Del 2012 è invece Promised Land, sceneggiato e interpretato da Matt Damon e John Krasinski; inizialmente il film doveva essere il debutto alla regia di Matt Damon, ma a causa di alcuni problemi di pianificazione dovette rinunciare. Nel febbraio del 2012 la regia del film venne quindi affidata a Gus Van Sant.
Nel 2013 si presta come attore per Paul Schrader, in The Canyons, dove interpreta il ruolo dello psicanalista del protagonista, mentre nel 2015 dirige La foresta dei sogni, con protagonista Matthew McConaughey, presentato in concorso al Festival di Cannes 2015 e stroncato dalla quasi totalità della critica.

## Vita privata e altri progetti
Van Sant è dichiaratamente gay e molti dei suoi film propongono temi o personaggi omosessuali. Ha anche diretto vari clip musicali. Nel 1997, inoltre, ha scritto il suo unico libro, Pink, ed ha inciso due album: Gus Van Sant e 18 Songs About Golf; inoltre ha pubblicato una gran raccolta dei suoi servizi fotografici.
La rivista Out, nel 2010, lo pone al 43º posto nella lista dei 50 omosessuali dichiarati più potenti d'America.

## Filmografia

### Regista

#### Cinema

##### Lungometraggi
- Mala Noche (1985)
- Drugstore Cowboy (1989)
- Belli e dannati (My Own Private Idaho) (1991)
- Cowgirl - Il nuovo sesso (Even Cowgirls Get the Blues) (1993)
- Da morire (To Die For) (1995)
- Will Hunting - Genio ribelle (Good Will Hunting) (1997)
- Psycho (1998)
- Scoprendo Forrester (Finding Forrester) (2000)
- Gerry (2002)
- Elephant (2003)
- Last Days (2005)
- Paranoid Park (2007)
- Milk (2008)
- L'amore che resta (Restless) (2011)
- Promised Land (2012)
- La foresta dei sogni (The Sea of Trees) (2015)
- Don't Worry (Don't Worry, He Won't Get Far on Foot) (2018)

#### Cortometraggi
- The Discipline of D.E. (1982)
- Five Ways to Kill Yourself (1987)
- My New Friend (1987)
- Ken Death Gets Out of Jail (1987)
- Thanksgiving Prayer (1991)
- Four Boys in a Volvo (1996)
- Ballad of the Skeletons (1997)
- Le Marais, episodio di Paris, je t'aime (2006)
- First Kiss, episodio di Chacun son cinéma (2007)
- Mansion on the Hill, obiettivo 4: ridurre la mortalità infantile, episodio del film collettivo 8 (2008)

#### Videoclip
- David Bowie - Fame '90 (1990)
- Red Hot Chili Peppers - Under the bridge (1991)

#### Televisione
- Boss - serie TV, 1 episodio (2011)
- When We Rise – miniserie TV,  2 episodi (2017)
- Feud: Capote vs. The Swans (2024) - serie TV, 6 episodi

### Sceneggiatore
- Mala Noche (1985)
- Drugstore Cowboy (1989)
- Belli e dannati (My Own Private Idaho) (1991)
- Cowgirl - Il nuovo sesso (Even Cowgirls Get the Blues) (1993)
- Gerry (2002)
- Elephant (2003)
- Last Days (2005)
- Paranoid Park (2007)
- Don't Worry (Don't Worry, He Won't Get Far on Foot) (2018)

### Attore
- Mala Noche, regia di Gus Van Sant (1985) - cameo non accreditato
- Drugstore Cowboy, regia di Gus Van Sant (1989) - cameo non accreditato
- Belli e dannati (My Own Private Idaho), regia di Gus Van Sant (1991) - cameo non accreditato
- Jay & Silent Bob... Fermate Hollywood! (Jay and Silent Bob Strike Back), regia di Kevin Smith (1999) - cameo come sé stesso
- The Canyons, regia di Paul Schrader (2013)
- Zeroville, regia di James Franco (2019)

## Premi e riconoscimenti
Premio Oscar
- 1998 - Nomination al miglior regista per Will Hunting - Genio ribelle
- 2009 - Nomination al miglior regista per Milk

Festival di Cannes
- 2003 - Palma d'Oro per Elephant
- 2003 - Prix de la mise en scène per Elephant
- 2007 - Premio del 60º anniversario per Paranoid Park

## Pubblicazioni
- Pink, (1997), trad. Italiana Paolo Nicoletti Altimari, Minimum Fax (1998)
- Gus Van Sant. L'indipendente che piace a Hollywood, Antonio Termenini, Edizioni di Cineforum, Ets (2004)
- Gus Van Sant, Alberto Morsiani, Il Castoro (2004)
- Gus Van Sant, Stephane Bouquet, Jean-Marc Lalanne, Cahiers du Cinema (2009)
- Gus Van Sant. Le cinema entre Les nuages, Edouard Arnoldy, Yellow Now, (2009)
- Gus Van Sant Touch: a Thematic Study - Drugstore Cowboy, Milk and Beyond, Justin Vicari, McFarland (2012)
- Gus Van Sant: Le strategie del cinema americano tra indie e mainstream, Silvia Albertini, Edizioni Accademiche Italiane (2014)
- Conversations with Gus Van Sant, Mario Falsetto, Rowman & Littlefield (2015)
- Gus Van Sant. Icone Silvana (2016)
- Gus Van Sant: The Art of Making Movies, Katya Tylevich, Lawrence King Publishing (2021)

## Discografia
- Gus Van Sant (1997)
- 18 Songs About Golf (1997)

## Doppiatori italiani
- Dario Penne in The Canyons
- Vladimiro Conti in Jay & Silent Bob... Fermate Hollywood!